# 第一次陸徵祥內閣
第一次陸徵祥內閣成立於1912年6月29日。1912年6月15日，國務總理唐紹儀因袁世凱與英、美、法、德、俄商議善後大借款，漠視其權力憤而辭職後，是年6月29日袁世凱任命外交總長陸徵祥為國務總理；後陸徵祥不容於临时参议院，於1912年8月20日稱病，直到9月22日核准辭職。其中自8月22日由內務總長趙秉鈞代理國務總理。
此屆內閣號「超然內閣」，壽命僅有三個月。

## 內閣成員
- 總理：陸徵祥
- 內務部總長：趙秉鈞
- 外交部總長：陸徵祥（兼）
- 財政部總長：熊希齡
- 陸軍部總長：段祺瑞
- 海軍部總長：劉冠雄
- 司法部總長：王寵惠
- 教育部總長：蔡元培
- 農林部總長：宋教仁
- 工商部總長：陳其美（未就任）
- 交通部總長：朱啟鈐（7月26日任命）